# Escalier des Pont-Neufs
L'escalier des Pont-Neufs est un escalier situé dans la commune française du Mans dans le département de la Sarthe et la région Pays de la Loire.

## Historique
L'escalier du Pont-Neuf est inscrit au titre des monuments historiques par arrêté du 6 avril 1945.

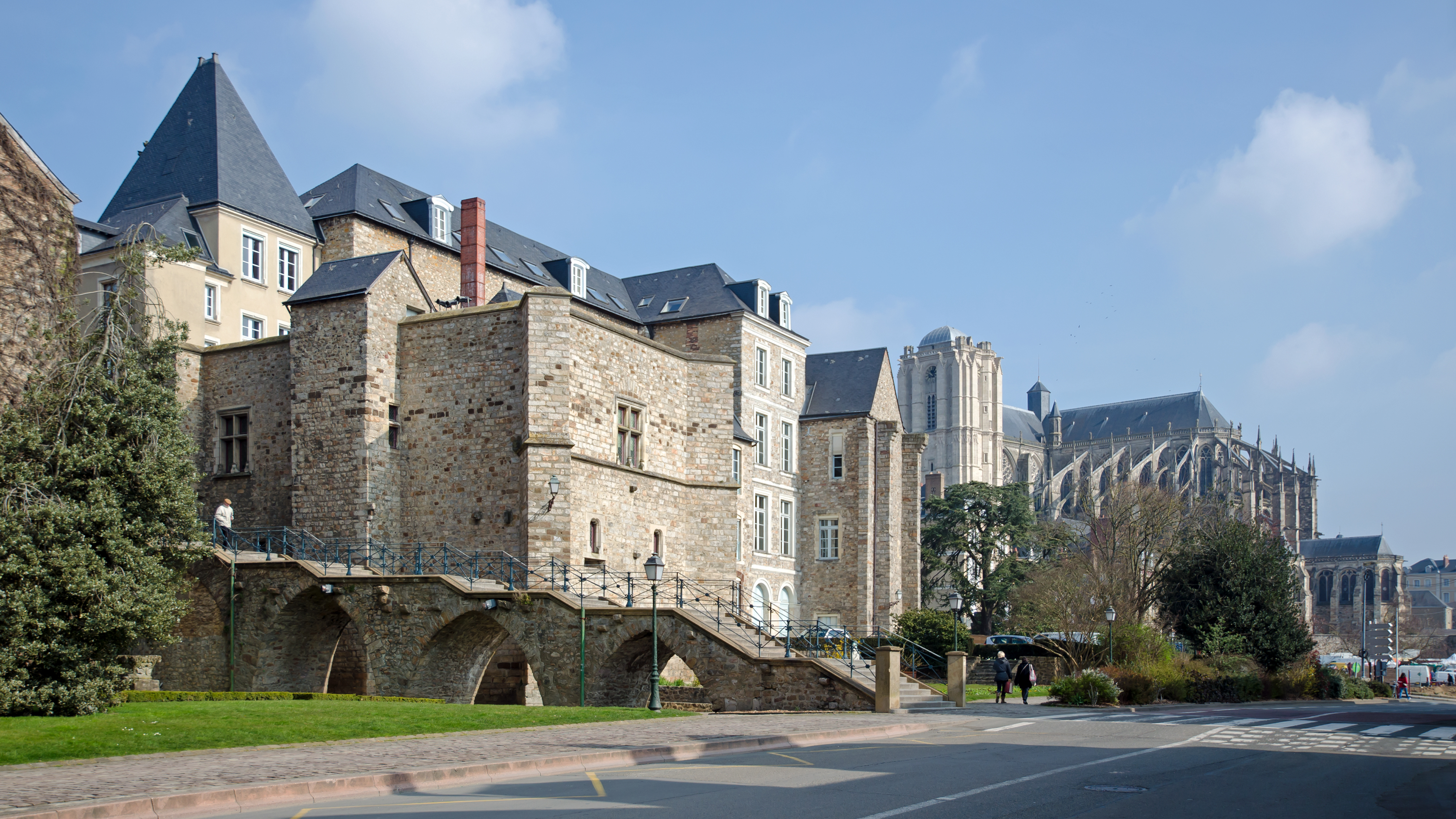